# Chiesa di San Martino (Rezzo)
La chiesa di San Martino è un luogo di culto cattolico situato nel comune di Rezzo, in provincia di Imperia. La chiesa è sede della parrocchia omonima della diocesi di Albenga-Imperia.

## Storia e descrizione
Probabilmente già intorno all'anno mille insisteva un luogo di culto presso l'abitato di Rezzo di cui non esistono tracce visibili o documentazioni certe. L'attuale edificio religioso è menzionato nel 1392. Risale al 1440 la fondazione del locale Giovanni Bonfante di una cappellania di diritto patronale della comunità rezzasca presso l'altare intitolato a santa Caterina; sei anni dopo furono i marchesi Clavesana ad erigere la cappellania presso l'altare del Rosario e proprio in questo luogo si trovava la tomba della famiglia marchesale.
Nei secoli la chiesa di San Martino subì, per il forte degrado, diverse opere di restauro e conservazione ad opera del marchese Gaspare Clavesana, prima, e da Nicolò Clavesana poi. Fu quest'ultimo a volere la modifica dell'ingresso verso oriente, e quindi in direzione del locale castello, con la durata dei lavori che si protrasse per circa dodici anni. Successivamente la chiesa venne rimaneggiata ancora, ma conservandone lo stile originario barocco e con facciata semplice.
L'interno si presenta ad unica navata, con profondo presbiterio e con la presenza di sei altari laterali. Tra le opere ivi conservate il fonte battesimale in pietra nera recante scolpito lo stemma nobiliare dei marchesi Clavesana - opera dei maestri scalpellini di Cenova - e il dipinto di San Martino.